# 4-溴苯甲醛
4-溴苯甲醛是一种有机化合物，化学式为C7H5BrO，它的另两个同分异构体是2-溴苯甲醛和3-溴苯甲醛。它是无色晶体，57~60 °C熔化，难溶于水。它可由4-溴苯甲醇的氧化反应制得。它和丙二腈反应，得到4-溴亚苄基丙二腈。